# Britney: Live in Concert
Britney: Live in Concert foi a nona turnê da cantora estadunidense Britney Spears. A turnê marca a primeira turnê internacional de Spears em seis anos, sendo a última a Femme Fatale Tour, em 2011. A turnê espelha em grande parte sua residência Britney: Piece of Me, que era sediada em Las Vegas, nos Estados Unidos.

## Antecedentes
Os rumores de uma turnê mundial começaram a circular em 2016, coincidindo com o lançamento do nono álbum de estúdio de Spears, Glory, quando Spears manifestou interesse em se apresentar novamente em nível internacional. Em março de 2017, depois que várias publicações começaram a vazar detalhes sobre os shows internacionais planejados por Spears, ela confirmou a turnê anunciando datas nas Filipinas e Israel. Coincidentemente, seu show em Israel foi realizado no mesmo dia da eleição primária do Partido Trabalhista, o que causou a mudança da eleição para o dia seguinte, devido à quantidade insuficiente de segurança e ao congestionamento de trânsito do show de Spears. Nas semanas após o anúncio, Spears revelou datas adicionais da turnê asiática. Spears se apresentou nas Filipinas, Taiwan, Tailândia, Hong Kong e Israel pela primeira vez, durante a turnê. Uma edição especial para a turnê de seu nono álbum de estúdio foi lançada em 9 de junho, para coincidir com o início da turnê.